# Jozef Seaux
Jozef Seaux (Roeselare, 30 mei 1912 – Rumbeke, 12 augustus 2003), was een Belgisch kunstschilder en directeur van de Stedelijke Academie voor Schone Kunsten in Roeselare.

## Biografie
Jozef Seaux kreeg zijn kunstenaarsopleiding in de benedictijnenabdij van Maredsous, Gent en Brussel. In 1938 werd hij leraar aan de SASK te Roeselare. Tijdens de Tweede Wereldoorlog vocht hij nog mee tijdens de Slag aan de Leie en werd hij enkele maanden opgesloten in Duitsland als krijgsgevangene. Bij zijn terugkeer zou hij in 1941 waarnemend directeur van de academie in Roeselare worden. In 1947 werd hij in die functie bevestigd en werd hij officieel directeur. hij was ook lid en ondervoorzitter van de Koninklijke Kunstkring Roeselare. Onder zijn bewind werd de academie en het kunstonderwijs grondig hervormd. Bij zijn pensioen in 1977 was de academie in een nieuwbouw ondergebracht, een project waar hij jarenlang voor geijverd had.
Als kunstenaar was Seaux gespecialiseerd als landschaps- en natuurschilder. Niettemin heeft hij ook tal van portretten op zijn naam staan. Zo mocht hij enkele portretten maken van Roeselaarse burgemeesters en honderdjarigen. Verschillende van deze doeken zijn in het stadhuis te vinden of in de stadscollectie.

## Bron
- Michiel DEBRUYNE. Lexicon van de West-Vlaamse kunstenaars.